# Blue Exorcist
Blue Exorcist (青の祓魔師, Ao no Ekusoshisuto, lit.: "Exorcista Azul"), é uma série de mangá escrita e ilustrada por Katou Kazue. O mangá é serializado na revista mensal Jump Square da editora Shueisha desde abril de 2009, com os capítulos individuais compilados em 32 volumes tankōbon a partir de 2 de maio de 2025. A história gira em torno de Rin Okumura, um adolescente que descobre que ele é o filho de Satã (Satanás) nascido de uma mulher humana e é o herdeiro dos poderes de Satã. Quando Satã mata o guardião de Rin, Rin decide se tornar um exorcista para derrotar seu pai.
A série recebeu uma adaptação em uma série de anime pelo estúdio A-1 Pictures em 2011 e adaptado em um filme de anime em dezembro de 2012. Uma segunda temporada, intitulada Blue Exorcist: Kyoto Saga, exibido de janeiro a março de 2017.
A terceira temporada irá se chamar Ao no Exorcist: Shimane Illuminati-hen (Blue Exorcist: Shimane Illuminati Saga) e adaptará do volume 10 ao volume 15 do mangá original.
A terceira temporada está marcada para janeiro de 2024.

## Enredo
O mundo em Blue Exorcist consiste em duas dimensões, adjuntas uma a outra como um espelho e seu reflexo. Uma é o mundo onde os humanos vivem, Assiah. A outra é o mundo dos demônios, Gehenna. Originalmente, uma viagem entre os mundos, ou mesmo um contato entre eles, é impossível. Entretanto, qualquer demônio é capaz de passar à dimensão de Assiah atráves da possessão de um ser vivente na mesma.
Mesmo assim na história existem demônios vagando entre os humanos e só quem pode ver é quem já teve um contato direto com um demônio de qualquer nível.
Em contrapartida, existem aqueles chamados de exorcistas, pessoas que treinam para destruir demônios que agem de maneira prejudicial em Assiah. Com mais de dois mil anos de existência, esse grupo possui diversas filiais em todo o mundo, estando secretamente sob comando do próprio Vaticano e agindo de maneira subterfugiosa às massas.
Satã é o deus dos demônios em Gehenna e um ser de poder ilimitado. Há, contudo, uma única coisa que ele não possui: um corpo no mundo dos humanos capaz de abrigá-lo. Por esse motivo, ele criou Okumura Rin, seu filho gerado por uma humana. Rin tem um irmão gêmeo, Okumura Yukio é muito inteligente e a princípio acredita-se que ele não tem nenhum poder demoníaco o que muda mais tarde, e ele desde pequeno sempre soube sobre os demônios diferente de Rin, e prometeu proteger o irmão acima de tudo e por isso se torna exorcista com apenas 15 anos. Mas não está nos planos de Rin ser manipulado por seu pai. Ele é um jovem rapaz humano que leva uma vida normal em Assiah, até o dia em que descobre ser um híbrido meio humano meio demônio, filho de Satã. Agora, no intuito de não machucar ou matar mais pessoas, ele planeja torna-se um exorcista a fim de destruir seu próprio pai.

## Mídias

### Mangá
Blue Exorcist foi escrito e ilustrado por Kazue Kato. Um capítulo único foi publicado pela primeira vez na edição de setembro de 2008 da Shueisha 's Jump Square, intitulado Miyamauguisu House Case (深山 鶯 邸 事件, Miyamauguisu-tei Jiken). Blue Exorcist foi serializado na Jump Square desde 4 de abril de 2009. Shueisha compilou seus capítulos em volumes individuais de tankōbon. O primeiro volume foi lançado em 4 de agosto de 2009. Em 2 de maio de 2025, trinta e dois volumes foram publicados.
A série foi licenciada pela Viz Media para lançamento na América do Norte, com o primeiro volume lançado sob o selo Shōnen Jump Advance em 5 de abril de 2011. Vinte e cinco volumes foram lançados em 2 de fevereiro de 2021.
Um spin-off focado no irmão de Rin, Yukio, intitulado Salaryman Exorcist: The Sorrows of Yukio Okumura (サ ラ リ ー マ ン 祓 魔 師 奥 村 雪 男 の 哀愁, Salaryman Futsumashi Okumura Yukio no Aishū) começou no Jump SQ.19 em 19 de abril de 2013  Também foi escrito por Kazue Kato, mas com ilustrações de Minoru Sasaki. Após o encerramento da revista em 19 de fevereiro de 2015, a série foi transferida para a Jump Square. A série terminou em 3 de abril de 2020.

### Anime
Os episódios da série de animeBlue Exorcist são baseados na série de mangá de mesmo nome, escrito e ilustrado por Kazue Kato. Eles são dirigidos por Tensai Okamura e produzido por A-1 Pictures. A série segue sobre um adolescente chamado Rin Okumura que descobre que é filho de Satanás e está determinado a se tornar um exorcista, a fim de derrotá-lo depois da morte de seu tutor, o Padre Fujimoto.
A série estreou na televisão MBS e TBS em 17 de abril de 2011, encerrando no dia 1 de Outubro de 2011, contando 25 episódios.Com mais uma ova. A série foi originalmente programada para começar a ser exibida em 10 abril de 2011, entretanto, devido ao desastre natural em 11 de março 2011 o anime teve que ser adiado por ordem da autora.

### Filme
Um filme de anime, Blue Exorcist: The Movie, foi lançado em 28 de dezembro de 2012, no Japão.

## Recepção

### Mangá
Em novembro de 2016, Blue Exorcist tinha mais de 15 milhões de cópias em circulação. O mangá se tornou popular no Japão com o sétimo volume recebendo a primeira tiragem de um milhão de cópias, tornando-se o primeiro manga Jump Square a atingir tal marco. O lançamento do anime também aumentou drasticamente as vendas do mangá a tal ponto que a Shueisha decidiu aumentar a tiragem para o sétimo volume.
Os críticos elogiaram o mangá Blue Exorcist, com o crítico Leroy Douresseaux, do Comic Book Bin, sentindo que o primeiro volume tinha potencial, curtindo a comédia na obra e nos personagens e suas interações, recomendando-o aos leitores adolescentes. Danica Davidson de Otaku USA sentiu que, embora a série empregue uma narrativa perturbadora, os traços heróicos de Rin, apesar de ser filho de Satanás, tornam o enredo mais atraente para os leitores. Deb Aoki do About.com elogiou a arte de Kato e a série "mundo multidimensional que mescla arquitetura europeia, cultura japonesa, tecnologia moderna e Tim Burton- esquisito capricho", também afirmando que é uma "mistura multicultural" de Harry Potter, Cirque du Soleil, Blade Runner e Alice no País das Maravilhas, mas ela chamou as cenas de ação de "um pouco caóticas e às vezes difíceis de seguir".

### Anime
Apesar de notar que a história usa vários clichês, Carl Kimlinger da Anime News Network enfatizou como a execução foi bem executada, resultando em episódios divertidos, especialmente suas cenas de luta, que foram apontadas como um dos pontos fortes do anime. Sandra Scholes da Active Anime notou semelhanças com outras séries como Trinity Blood, Fullmetal Alchemist e Bleach, mas escreveu que a história e os personagens têm "muito para nos atormentar para assistir" e escreveu que é "uma série verdadeiramente shonen, mas há espaço para algumas cenas emocionais".